# Василькове (Запорізький район)
Васи́лькове — село в Україні, у Тернуватській селищній громаді Запорізького району Запорізької області. Населення — 105 осіб. До 2020 року орган місцевого самоврядування — Барвінівська сільська рада.

## Географія
Село Василькове розташоване за 1,5 км від села Василівське (Пологівський район) та 4 км від лівого берега річки Верхня Терса.

## Історія
Село засноване до 1932 року й перебувало у складі Новомиколаївського району.
12 червня 2020 року, відповідно до розпорядження Кабінету Міністрів України № 713-р «Про визначення адміністративних центрів та затвердження територій територіальних громад Запорізької області», Барвінівська сільська рада об'єднана з Тернуватською селищною громадою.
19 липня 2020 року, в результаті адміністративно-територіальної реформи та ліквідації Новомиколаївського району, село увійшло до складу новоутвореного Запорізького району.